# Paulina Korzeniewska
Paulina Korzeniewska (ur. 10 czerwca 1989 w Zielonej Górze) – polska poetka.
Wiersze publikowała m.in. w „Toposie”, „Zeszytach Poetyckich”, „Odrze”, „Pro libris”. Nominowana do Nagrody im. Andrzeja Krzyckiego 2010 (w jury: Krzysztof Kuczkowski, Krzysztof Szymoniak, Dawid Jung, Marcin Orliński i Dariusz Dziurzyński). Wiersze Pauliny Korzeniewskiej znalazły się w pokonkursowej antologii Nagroda im. Andrzeja Krzyckiego 2010. Antologia (Gniezno 2011) i Przeciw poetom (2007, 2008). O twórczości poetki krytycznie wypowiadali się m.in. Piotr Wiktor Lorkowski, Anna Kałuża (Tygodnik Powszechny), Czesław Markiewicz, Piotr Śliwiński, Jakub Sajkowski, Dawid Jung.
W 2006 ogłosiła arkusz poetycki „Tu można tylko latać”, a w 2011 debiutancką książkę „Usta Vivien Leigh”. W 2022 roku nakładem Wydawnictwa Wojewódzkiej Biblioteki Publicznej i Centrum Animacji Kultury w Poznaniu ukazał się tom Mniej.
Za „Usta Vivien Leigh” otrzymała nominację do Wrocławskiej Nagrody Poetyckiej „Silesius” (w jury prof. Jacek Łukasiewicz, prof. Piotr Śliwiński, prof. Tadeusz Sławek, dr Grzegorz Jankowicz, dr Adam Poprawa i Justyna Sobolewska) oraz wyróżnienie Lubuskiego Wawrzynu Literackiego za debiut 2011. Za tom „Pogodna biel dobrego samopoczucia” (Dom Literatury w Łodzi, Łodź 2016) otrzymała Lubuski Wawrzyn Literacki 2016.